# Conus helgae
Conus helgae é uma espécie de gastrópode do gênero Conus, pertencente à família Conidae.